# Виноградов, Михаил Ильич
Михаил Ильич Виноградов (1 ноября 1900 — 21 июля 1973) — бригадир слесарей-монтажников монтажной конторы «Магадангорстрой» Магаданского совнархоза, Герой Социалистического Труда.

## Биография
Родился в д. Поздеево (сейчас — Антроповский район Костромской области).
В 1913—1918 годах учился в Петрограде на медника и работал по этой специальности.
В 1918—1923 годах служил в Красной армии, участник Гражданской войны. Затем занимался сельским трудом в своей деревне.
С 1931 года работал в Ленинграде на Судостроительном заводе имени А. А. Жданова.
Арестован в январе 1938 году, приговор — 10 лет ИТЛ. В октябре того же года доставлен на Колыму. Работал в Маглаге. Освобожден 3 октября 1946 года.
После освобождения — слесарь-монтажник в монтажной конторе Управления капитального строительства. В 1956—1963 годах — бригадир слесарей-монтажников Магадангорстроя. В 1957 году реабилитирован.
Указом Президиума Верховного Совета СССР от 9 августа 1958 года «за выдающиеся успехи, достигнутые в строительстве и промышленности строительных материалов», удостоен звания Героя Социалистического Труда.
С 1963 года на пенсии. Жил в Ленинграде.
Умер 21 июля 1973 года. Похоронен на Северном кладбище Ленинграда.

Могила Виноградова на Северном кладбище Санкт-Петербурга.